# Hotel Restaurant El Castell
L'Hotel Restaurant El Castell és una obra de Sant Boi de Llobregat (Baix Llobregat) protegida com a Bé Cultural d'Interès Local.

## Descripció
Edifici de planta baixa i dues plantes pis, llevat del cos central que en té tres, més el soterrani. A la planta baixa trobem el vestíbul amb voltes rebaixades de maó de pla de possible origen setcentista com l'escut que resta a la façana (1786). La porta d'accés és de pedra i a la planta baixa hi ha portes de motllurat gòtic.